# Cassiano Da Fabriano
Cassiano Da Fabriano (... – XVI secolo) è stato un architetto italiano fabrianese, vissuto tra il quindicesimo ed il sedicesimo secolo.
La sua opera edilizia più conosciuta è, ad oggi, la Loggia dei Mercanti di Macerata, probabilmente costruita insieme al concittadino Matteo Sabatini, anche se alcuni autori attribuirono il progetto a Giuliano da Maiano, altri a Bramante.

## Curiosità
- La Loggia dei Mercanti può ancora essere ammirata in Piazza della Libertà nella sua attuale versione restaurata.
- A Macerata è stata dedicata una via a Cassiano Da Fabriano[4].